# Sykelgaite de Salerne
 (mai 2016).
Sykelgaite de Salerne ou Sichelgaite (v. 1041-27 mars 1090) était une princesse lombarde, seconde épouse de Robert Guiscard, duc d'Apulie.

## Biographie

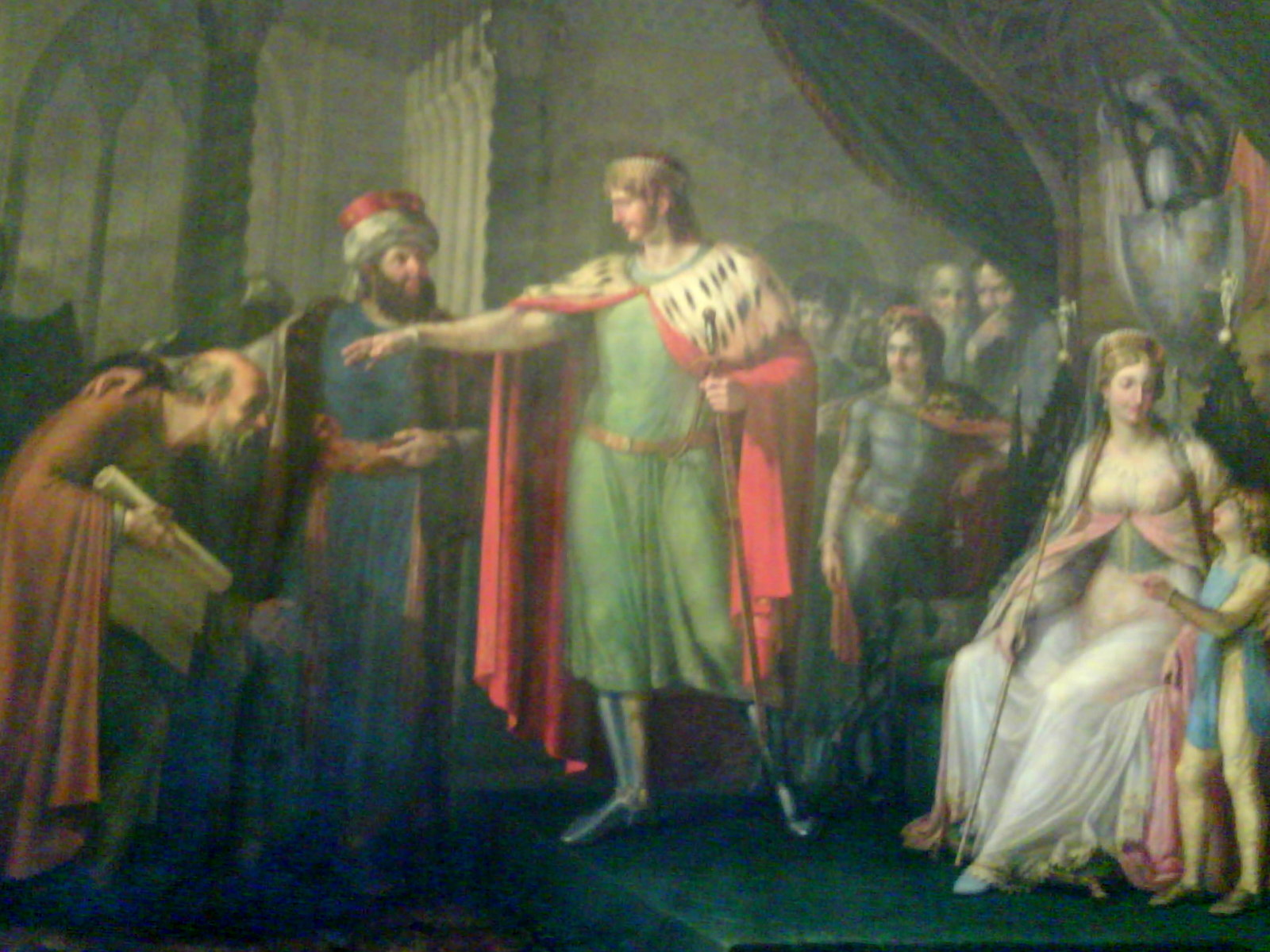
Sichelgaita est assise à droite.

Sichelgaita, l’aînée des filles de Guaimar IV de Salerne, et de sa seconde épouse Gemma de Capoue, naquit vers 1040. Au début du mois de juin 1052, le prince Guaimar IV fut assassiné par ses beaux-frères, qui s’emparèrent du pouvoir. La famille du défunt se réfugia dans la rocca de la cité, mais ne tarda pas à devoir se rendre, faute de vivres. Sichelgaita et les siens furent donc emprisonnés quelques jours durant, mais l’intervention de son oncle Guy et des Normands les libéra le 10 juin. Sichelgaita résida certainement à Salerne durant les années suivantes, vivant à la cour de son frère Gisolf II de Salerne, auprès de sa mère la princesse Gemma.
Au printemps 1058, Gisolf II se rapprocha de Robert Guiscard, qui avait succédé l’année précédente à son demi-frère Onfroy à la tête des Normands des Pouilles, et lui accorda la main de sa sœur. Le mariage fut célébré à Melfi à l’automne 1058.
Sichelgaita n’apparaît pas dans les documents de son époux avant mars 1065, lors de la dédicace de l’église Sainte-Marie de Matina en Calabre qu’elle avait fondée avec son mari. Elle avait dans l’intervalle donné à son époux plusieurs enfants. L’aîné fut certainement Roger, futur successeur de son père, qui naquit en 1060. Deux autres fils, Robert et Guy, ainsi qu’une ou deux filles avaient fort probablement déjà vu le jour à ce moment (mars 1065).
Si près de onze ans s’écoulèrent avant que la duchesse ne réapparaisse dans les chartes de son époux, les sources nous permettent cependant de la suivre au fil des années. Après la soumission du Val Demone en Sicile en 1066/1067, Robert envoya Godefroi Ridel chercher Sichelgaita sur le continent afin de célébrer la victoire avec elle. On la retrouve durant la seconde campagne de Sicile au début 1070, lors du siège de Palerme, ce qui suggère que Sichelgaita suivait régulièrement son époux lors des campagnes, comme on le verra encore par la suite. Son absence en 1066/1067 au Val Demone était peut-être dû à une grossesse avancée.
Après la prise de Palerme en 1072, Robert Guiscard dut faire face à une nouvelle révolte des barons, parmi lesquels son neveu Bagelard fils d’Honfroy, et le frère utérin de ce dernier, Herman de Cannes, qui s’étaient alliés à Richard de Capoue et Gisolf II de Salerne. Le duc quitta la Sicile et gagna Melfi où il convoqua ses vassaux, puis s’en fut mettre le siège devant Trani en janvier 1073. La campagne dura jusqu’en avril, date à laquelle Guiscard prit la cité de Cannes. Il tomba malade peu après et fut transporté mourant à Bari. Sichelgaita, qui se trouvait à ses côtés, rassembla en hâte les chevaliers normands et fit reconnaître son fils aîné Roger comme successeur. Seul Bagelard refusa d’obtempérer. Le bruit de la mort du duc se répandit rapidement et atteignit Rome au moment où l’archidiacre Hildebrand succédait à Alexandre II sur le siège de Saint Pierre sous le nom de Grégoire VII. Le nouveau pape écrivit immédiatement à Sichelgaita, lui présentant ses condoléances et proposant d’investir le jeune Roger de la succession paternelle. Robert Guiscard, rétabli, répondit paraît-il en personne au souverain pontife. Cet épisode illustre bien l’importance de la duchesse et sa rapidité d’action.
En juin 1076, Robert Guiscard et Richard de Capoue s’entendirent pour assiéger Salerne. La duchesse se trouvait aux côtés de son époux, et servit un moment d’intermédiaire entre lui et son frère Gisulf. En décembre 1076, une trahison ouvrit les portes de Salerne aux Normands qui s’en emparèrent. Le prince et sa famille se réfugièrent dans la rocca, où ils résistèrent encore six mois. La famine ne tarda pas à affaiblir la résistance des défenseurs de la citadelle. Une des sœurs de Sichelgaita, qui se trouvait avec ses frères, fit demander de l’aide à cette dernière. La duchesse leur fit envoyer des vivres, mais ne put rien faire de plus. Sichelgaita ne refusa donc pas d’aider ses frères et sœur dans la détresse, mais tout en précisant qu’elle ne faisait plus partie de leur monde. Gisulf finit par se rendre à la fin du printemps 1077. À partir de ce moment, l’importance et l’influence de Sichelgaita auprès de son époux semble avoir été encore plus forte. En tant que membre de l’ancienne lignée régnante, elle servait en quelque sorte à Robert Guiscard de garantie de légitimité.
Au début de l’année suivante, Guiscard et Sichelgaita marièrent leur fille aînée à Hugues, fils du marquis Azzo II d’Este, et célébrèrent les noces à Troia en grande pompe. À cette occasion, le duc réclama à ses vassaux l’aide féodale due au seigneur à l’occasion du mariage de la fille aînée. Cette demande donna lieu à un grand mécontentement, qui se traduisit bientôt par une nouvelle rébellion à laquelle prirent part non seulement les habituels mécontents, Bagelard, son demi-frère et les comtes de Tarente et de Giovenazzo, mais également deux neveux de Guiscard, Geoffroy de Conversano et Robert de Montescaglioso. Les rebelles eurent l’appui de Jourdain de Capoue, et sans doute aussi des Byzantins. Des Pouilles, la révolte s’étendit à la Calabre et à la Lucanie. Le duc marcha contre les rebelles et finit par remporter la victoire. Sichelgaita participa à l’expédition : lors du siège de Trani, Robert laissa sa femme aux commandes tandis qu’il allait s’attaquer à Tarente.
Les années suivantes furent consacrées à l’expédition contre Byzance, à laquelle la duchesse prit part. En 1076, Guiscard avait envoyé à Constantinople une de ses filles, Olympias, qui était promise depuis août 1074 à Constantin, fils héritier du basileus Michel VII Doukas. Elle prit le nom d’Hélène et fut considérée comme la future basilissa. En mars 1078, Michel VII fut renversé par Nicéphore Botaneiates et envoyé au cloître. Hélène fut quant à elle séparée de son fiancé et emprisonnée. Ces événements fournirent au duc un prétexte pour justifier une expédition contre l’empire byzantin. Les préparatifs prirent un certain temps et avant que le duc ne se mette en campagne, Nicéphore III fut déposé et enfermé par Alexis Comnène en avril 1081. Ce dernier, averti des préparatifs de Guiscard, fit libérer Hélène et la traita avec tous les honneurs. Ce qui n’empêcha pas le duc de persévérer dans ses intentions. Il se rendit en mai 1081 à Otrante, où il attendit Sichelgaita et ses vassaux, puis s’embarqua avec eux pour Corfou, après avoir désigné son fils Roger comme héritier de tout ce qu’il possédait en Calabre, en Pouilles et en Sicile. Ici encore, Sichelgaita était de la partie. En juin, l’armée ducale mit le siège devant Durazzo et le 18 juin le combat s’engagea. Sichelgaita y prit une part active, et Anne Comnène nous la décrit armée pour participer au combat et ramenant au combat les fuyards. Les campagnes byzantines durèrent plusieurs années. Durant l’hiver 1084/1085, Bohémond, le fils aîné de Guiscard, né d’Alberada, tomba malade et demanda à rentrer en Italie pour y être soigné, ce que son père lui accorda. Robert lui-même tomba malade peu après et mourut à Vonitza, sur l’île de Céphalonie le 17 juillet 1085 ; Sichelgaita était à son chevet ainsi que leur fils Roger. La duchesse se hâta de faire reconnaître Roger par les chefs de l’armée ducale, et tous deux revinrent en Italie avec la dépouille de Guiscard qu’ils firent inhumer à l’abbaye de Venosa. Bohémond, qui se trouvait à Oria, lança plusieurs attaques contre Tarente et Otrante, ce qui contraignit Roger à requérir l’aide de son oncle paternel Roger de Sicile. Il lui consentit en contrepartie la totalité des places fortes de Calabre. L’intervention du comte de Sicile conduisit à un accord entre les deux frères, et Roger reconnut à Bohémond Oria, Tarente, Otrante et la région de Conversano à Brindisi. Durant cette période, Sichelgaita était officiellement associée au pouvoir, comme en témoignent trois chartes expédiées en mars 1086 où elle porte le titre de dux (duchesse), avec la préséance sur son fils. Roger, âgé de vingt cinq ans, n’avait pas besoin d’une régence, et il s’agissait donc bien ici d’une association au pouvoir lors d’une conjoncture difficile, le temps que le pouvoir du nouveau duc s’affermisse. On peut y voir la preuve importance et de l’influence de la duchesse sous le règne de son époux. Ce bicephalisme ducal ne dura que quelques mois, car dès mai 1086 Roger, réconcilié avec Bohémond, intervenait seul dans les actes ducaux. En août 1088, Sichelgaita assista à la donation de la moitié de la cité d’Ascoli à la Sainte-Trinité de Venosa par son fils Roger. Elle mourut le 27 mars 1090 et fut inhumée le 16 avril dans l’abbaye du Mont Cassin.

## Descendance
On a vu que Guiscard et Sichelgaita avaient eu au moins huit enfants, trois fils et cinq filles. L’aînée de celles-ci fut vraisemblablement l’épouse d’Hugues d’Este. Au début de 1078, Robert Guiscard exigea de ses vassaux l’aide féodale accordée lors du mariage de la fille aînée, ce qu’il n’avait pas fait en 1076 lorsqu’il avait envoyé une autre de ses filles à Constantinople pour épouser le fils de l’empereur. La fille mariée à Hugues, fils d’Azzo d’Este, devait donc être l’aînée. Le mariage ne dura que quelques années et la jeune femme fut répudiée. Les sources ne donnent pas son nom, mais elle est sans doute identique à Cécilia, fille de Guiscard, mentionnée en septembre 1089 dans un document de Bari.
Guillaume des Pouilles et Anne Comnène mentionnent à Salerne le double mariage de deux filles de Guiscard et de Sichelgaita, et le datent tous deux des environs de l’époque de l’entrevue du duc avec le pape Grégoire VII. Cette rencontre eut lieu en juin 1080, entre Salerne et Bénévent, de toute évidence à Ceprano. L’aînée des deux épousa Raimond-Bérenger II de Barcelone, comte de Barcelone. Guiscard avait négocié cette alliance via Ursus, futur archevêque de Bari, qui lui avait souvent servi d’intermédiaire avec le pape. Ursus alla en personne en Catalogne chercher le jeune comte et l’amena à Salerne où les noces eurent lieu. La jeune épousée se nommait Mahaut (variante de Mathilde). Sa sœur cadette Sibillia, quant à elle, épousa Ebles de Roucy. Il se pourrait toutefois que cet événement ait eu lieu deux ans plus tôt, en tout cas en ce qui concerne Mahaut, car une charte du 13 juillet 1078 prouve que Raymond Bérenger II l’avait déjà épousée à cette date. À moins de supposer que le comte de Barcelone ait eu deux épouses nommées Mahaut, l’une avant juillet 1078 et décédée avant le printemps 1080, force est de reconnaître que les noces de la seconde fille de Guiscard et Sichelgaita furent célébrée en juin 1078 et non en juin 1080. S'il y eut effectivement un double mariage, alors celui de Sibillia eut également lieu en 1078. Une autre solution est que Guillaume des Pouilles et Anne Comnène ont confondu deux événements. Le mariage de Sibillia avec Ebles de Roucy, un des chefs des croisés français en péninsule ibérique, et soutien du Saint-Siège, dut intervenir après la réconciliation du duc Robert et du souverain pontife en juin 1080. Celui de Mahaut fut célébré avant juillet 1078, peut-être en même temps que celui de sa sœur aînée avec Hugues d’Este. Le mariage de Sibillia avec un champion de la Reconquista avait été commandité par le pape, et celui de sa sœur Mahaut avec un Barcelonais semblait avoir le même but ; tous deux intervenaient dans un contexte où la papauté entendait pousser les Normands à appuyer la Reconquista. Guillaume des Pouilles et Anne Comnène avaient vraisemblablement entendu parler d’un double mariage et en ont conclu qu’ils s’agissait de ceux de Mahaut et Sibillia, organisés sous l’égide de Grégoire VII en 1080. On a parlé plus haut de l’union conclue en 1076 entre Olympias, une des filles de Guiscard, et Constantin Doukas. Ce dernier était né dans les premiers mois de 1074. Il est vraisemblable que Guiscard ait choisi parmi ses filles celle dont l’âge était le plus proche de celui du garçonnet. Bien qu’elle fût la première à avoir été mariée, on sait que ce n’était pas l’aînée car c’est à l’occasion des noces d’Hugues d’Este que le duc demanda à ses vassaux l’aide accordée lors du mariage de la fille aînée du suzerain.
En 1081, Robert Guiscard reçut une ambassade de l’empereur Henri IV, en conflit avec la papauté, et qui proposait une union entre son fils Conrad, futur roi des Romains, et une fille du duc. Il ne pouvait s’agir que de Mabilia, car les trois aînées étaient déjà mariées et la quatrième prisonnière à Constantinople. Guiscard toutefois déclina l’offre. Peu après, il maria Mabilia à Guillaume de Grandmesnil, neveu de l’abbé Robert de Sainte-Marie de Sant’Eufemia, et lui donna en dot quinze châteaux en Calabre. Guillaume participa à plusieurs expéditions de son beau-père et se trouvait à son chevet lorsqu’il mourut en juillet 1085. En 1093, il se révolta contre son beau-frère Roger et dut s’enfuir à Constantinople. Il participa ensuite à la première croisade avec ses frères Yves et Alberic. Il revint en Calabre où il mourut avant janvier 1114. Sa veuve lui survécut jusqu’en 1132.